# Justin Pouyanne
Justin Pouyanne (Pau, 5 septembre 1835 - El-Biar, Algérie, 22 novembre 1901) est un haut fonctionnaire, cartographe et explorateur français.

## Biographie
Justin Pouyanne, admis à l'École polytechnique en 1853, en sort classé 4e et fait ensuite 3 ans de scolarité à l'École des mines de Paris. Le ministère des travaux publics l'envoie en avril 1959 comme ingénieur des mines à Tlemcen (Algérie). En 1873, il est nommé chef du service des mines à Alger. 
Toute sa carrière se passe en Algérie. Il refuse une promotion au grade d'inspecteur général des mines qui l'aurait obligé à rejoindre le Conseil général des mines à Paris. En 1897, il est finalement autorisé à continuer à diriger le service des mines en Algérie avec le grade d'inspecteur général. Il démissionne en 1900, peu avant de décéder. 
Charles de Freycinet le charge en 1879 d'une mission topographiques dans le sud-oranais, en parallèle des missions Auguste Choisy et Paul Flatters officiant au sud d'Alger et de Constantine. Il a ainsi pour mission d'étudier le tracé d'un futur transsaharien dans la boucle du Niger mais est confronté à une importante insécurité, ce qui ne lui permet pas de dépasser les Monts des Ksour, Tiout, Kheneg et Namous. 
Il établit une carte détaillée du bassin de la Saoura au 1/2 500 000 puis collaborera avec Auguste Pomel à ses travaux de cartographie de l'Algérie. 
Chevalier (8 février 1878) puis Officier de la Légion d'honneur (13 juillet 1892), il est inhumé au cimetière d'Alger.

## Vie personnelle et descendance
Il avait épousé Louise-Joséphine Dax. Leurs deux fils, Armand-Albert Pouyanne (1873–1931) and Charles Pouyanne (1884–1975), sont tous deux entrés dans le corps des ingénieurs des ponts et chaussées. Il est l'arrière-grand-père de l'ingénieur et homme politique Pierre Laffite, fondateur de Sophia-Antipolis.

## Travaux
- Texte explicatif de la carte géologique provisoire au 1/800 000 des provinces d'Alger et d'Oran, 1882
- Note sur l'établissement de la carte au 1/2 000 000 de la région comprise entre le Touat et Timbouktou, 1883
- Documents relatifs à la mission dirigée au sud de l'Algérie par M. Pouyanne, 1886